# Veselí nad Lužnicí I
Veselí nad Lužnicí I je jihozápadní část města Veselí nad Lužnicí v okrese Tábor v Jihočeském kraji. Je tvořena územím města na levém břehu Lužnice, včetně městského centra kolem náměstí T. G. Masaryka, částí zasahuje i na pravý břeh Lužnice na ostrov mezi Nežárkou a náhonem Degárka (například kulturní dům, pomník prezidenta T. G. Masaryka a hotel Lucia). Dopravní osou území je Budějovická ulice (silnice II/603), ulice Podhájek a Svinenská (silnice II/147) a ulice Weissova. K místní části patří i sportovní areál při řece Lužnici, severní částí protéká Bechyňský potok, přítok Lužnice, jižně od centra města se nachází železniční zastávka Veselí nad Lužnicí zastávka. Na jihu k území místní části patří ještě zahrádkářská osada Lužnice a rybářská samota Bašta. Je zde evidováno 689 adres. V roce 2011 zde trvale žilo 3887 obyvatel.
Veselí nad Lužnicí I leží v katastrálním území Veselí nad Lužnicí o výměře 16,65 km².

## Historie
První písemná zmínka o vesnici pochází z roku 1259.

## Obyvatelstvo
| Rok            | 1869  | 1880  | 1890  | 1900  | 1910  | 1921  | 1930  | 1950  | 1961  | 1970  | 1980  | 1991  | 2001  | 2011  | 2021  |
| -------------- | ----- | ----- | ----- | ----- | ----- | ----- | ----- | ----- | ----- | ----- | ----- | ----- | ----- | ----- | ----- |
| Počet obyvatel | 1 470 | 1 481 | 1 508 | 1 554 | 1 578 | 1 651 | 1 684 | 4 029 | 4 727 | 2 180 | 3 902 | 4 158 | 4 178 | 3 887 | 3 728 |
| Počet domů     | 197   | 205   | 201   | 202   | 218   | 231   | 318   | 944   | 961   | 433   | 454   | 493   | 518   | 555   | 570   |

## Obecní správa
Veselí nad Lužnicí I vznikla k 1. červenci 1980 jako část města Veselí nad Lužnicí v okrese Tábor.